# Han Ying-chieh
Pour les articles homonymes, voir Han.
Dans ce nom chinois, le nom de famille, Han, précède le nom personnel.
Han Ying-chieh, né le 1er janvier 1927 à Shanghaï et mort le 15 octobre 1991 à Hong Kong, est un chorégraphe et acteur chinois. Il s'est surtout illustré dans le cinéma hongkongais et taïwanais au cours des années 1960 et 70, notamment pour son travail sur les films de King Hu (L'hirondelle d'or, L'Auberge du printemps, A Touch of Zen, Dragon Gate Inn, etc.). On lui attribue parfois l'introduction du trampoline afin de simuler les sauts de hauteur surnaturelle dans les films de cape et d'épée.

## Biographie
Il a trois ans lorsque sa famille s'installe à Pékin. Il fait partie d'une troupe d'opéra entre 9 et 18 ans. Il retourne à Shanghaï où il fait ses débuts au cinéma comme cascadeur alors qu'il n'a que 19 ans. Par la suite, il arrête provisoirement l'industrie cinématographique pour animer des expositions d'arts martiaux et de cirque à Hong Kong et Singapour. Il reprend son métier de cascadeur et se fait embaucher au studio Shaw Brothers. Progressivement, il passe de cascadeur à chorégraphe d'arts martiaux. Il commence aussi à jouer de petits rôles dans les films. Peu à peu, il se fait une grande réputation. 
En 1966, le réalisateur King Hu lui propose de quitter avec lui la Shaw Brothers pour aller à Taïwan. Pendant les quatre années qui suivent, les deux hommes collaborent dans des films d'arts martiaux. En 1970, Han Ying-chieh retourne à Hong Kong et signe un contrat avec la toute jeune société Golden Harvest. C'est en 1971 qu'il joue le rôle le plus marquant de sa carrière, celui du cruel Big Boss dans le film éponyme, réalisé par Lo Wei avec en vedette Bruce Lee. À partir de ce moment, Han Ying-chieh tourne avec les stars les plus célèbres de son temps et réalise aussi quelques films.
Il meurt d'un cancer à Hong Kong à l'âge de 64 ans.